# Los Huertos
Los Huertos är en ort i Spanien.   Den ligger i provinsen Provincia de Segovia och regionen Kastilien och Leon, i den centrala delen av landet, 80 km nordväst om huvudstaden Madrid. Los Huertos ligger 879 meter över havet och antalet invånare är 156.
Terrängen runt Los Huertos är huvudsakligen platt. Los Huertos ligger nere i en dal. Runt Los Huertos är det tätbefolkat, med 319 invånare per kvadratkilometer. Närmaste större samhälle är Segovia, 10,9 km sydost om Los Huertos. Trakten runt Los Huertos består till största delen av jordbruksmark.